# Склереид
Склереиди или камене ћелије су појединачне биљне ћелије са веома задебљалим ћелијским зидом. Склереиди углавном граде компактна склеренхимска ткива, али се могу наћи и као појединачне ћелије у немеханичким ткивима, где врше функцију механичких елемената. Познати примери континуалних склереидних ткива су ендокарпи код јабучастих плодова, а појединачних камених ћелија грудвице у мезокарпу крушке и дуње.

## Особине
Склереиди су цилиндричне, призматичне или изодијаметралне паренхимске ћелије, понекад неправилног и разгранатог облика. Ћелијски зид склереида је веома лигнификован и свуда подједнако задебљао. На њему се може уочити слојевитост, као и бројни канали простих и разгранатих јамица. У дефинитивном стању ћелије склереида су мртве и садрже ваздух, ређе воду.

## Типови склереида
Постоји више врста склереида, издвојених на основу грађе ћелије: брахисклереиди, макросклереиди, остеосклереиди, астросклереиди и трихосклереиди.
Брахисклереиди су најчешћи склереиди. Изодијаметричног су облика и већином груписани. Настају од танкозидних паренхимских ћелија лигнификацијом зидова. Присутни су у плодовима (крушка) и семенима (вишња, шљива, орах).
Макросклереиди су издужени склереиди цилиндричног облика, постављени нормално на површину органа. Присутни су у кори кининовог дрвета, семењачи пасуља и др.
Остеосклереиди наликују дугачким костима животиња. Налазе се појединачно, на пример у листовима (Hakea).
Астросклереиди су звездастог облика, појединачно присутни у кори (ариш, јела) или листовима (камелија, маслина).
Трихосклереиди су веома издуженог, длакастог изгледа.